# Mesochra inconspicua
Mesochra inconspicua är en kräftdjursart som först beskrevs av T. Scott 1899.  Mesochra inconspicua ingår i släktet Mesochra och familjen Canthocamptidae. Arten är reproducerande i Sverige. Inga underarter finns listade i Catalogue of Life.